# Toshiya Fujita
Toshiya Fujita (藤田敏八?, Fujita Toshiya; Pyongyang, 16 gennaio 1932 – Shinjuku, 29 agosto 1997) è stato un regista giapponese.
Il suo primo film Hiko shonen: Hinode no sakebi è del 1967. È noto principalmente per aver diretto la saga di Lady Snowblood, che venne citata da Quentin Tarantino come una delle fonti di ispirazione per il suo Kill Bill (in particolare per il personaggio di O-Ren Ishii).
A volte compare nei crediti come Shigaya Fujita.